# Deutscher Verlag für Grundstoffindustrie
Der VEB Deutscher Verlag für Grundstoffindustrie (DVG) war ein Fachbuchverlag in der DDR mit Sitz in Leipzig.  Überwiegend  wurden Bücher und Zeitschriften für die Fachbereiche Bergbau, Metallurgie, Energie und chemische Industrie publiziert.

## Geschichte
Der Verlag entstand am 1. Januar 1960 im Zuge der Schaffung neuer Fachbuchverlage in der DDR. Erster Direktor des Verlages wurde Heinz Schöbel. In Spitzenzeiten erschienen im Verlag jährlich 150 Titel. Die durchschnittliche Auflage umfasste 3000 Exemplare, die im Aus- und Fortbildungsbereich  auf 60.000 Exemplare ansteigen konnte. Insgesamt wurden Lehrbücher für 35 Fachbereiche herausgegeben. Weiterhin erschienen populärwissenschaftliche Sachbücher und 10 Zeitschriften. Etwa 30 % der Produktion wurde exportiert. Vertriebspartner für den Export waren unter anderem Springer, Alfred Hüthing und Harri Deutsch. Ende der 1980er Jahre waren im Verlag etwa 115 Mitarbeiter beschäftigt. Im Jahr 1989 erschienen 115 Titel, davon 67 Erstausgaben und 48 Nachauflagen. Der Umsatz betrug 6,4 Mio. Mark. Der Gewinn lag bei 1,8 Mio. Mark.
1990 wurde der DVG in eine GmbH überführt. Im September 1990 übernahm der Ferdinand Enke Verlag aus Stuttgart sämtliche Anteile am Verlag von der Treuhandanstalt. Ende 1994 wurde das Verlagsgebäude in Leipzig aufgegeben und der Verlag komplett nach Stuttgart verlegt. Anfang 1999 ging der Ferdinand Enke Verlag an den Georg Thieme Verlag, der den DVG zunächst noch als eigenständige GmbH weiterführte. Am 1. September wurde das gesamte Programm des DVG an Wiley-VCH in Weinheim verkauft. Der Verlag stellte die Geschäftstätigkeit des DVG ein. Zum Jahresende 2001 wurde der Verlag für Grundstoffindustrie als Mitglied des Börsenvereins gelöscht.